# Kasetjärnen (Tisselskogs socken, Dalsland)
Kasetjärnen är en sjö i Bengtsfors kommun i Dalsland och ingår i Göta älvs huvudavrinningsområde.